# Leucopis charactophalla
Leucopis charactophalla är en tvåvingeart som beskrevs av Tanasijtshuk 2003. Leucopis charactophalla ingår i släktet Leucopis och familjen markflugor. Inga underarter finns listade i Catalogue of Life.